# Amsterdam Zuid
Amsterdam Zuid – stacja kolejowa w południowym Amsterdamie, w prowincji Holandia Północna. Stacja została otwarta w 1978.
| Amsterdam Zuid               |  |                          |
| Linia                        |  |                          |
| Amsterdam RAIodległość: 2 km |  | Schiphol odległość: 3 km |